# Neer Shah
Neer Bikram Shah, également connu sous le nom de Nir Shah, est un acteur et réalisateur de cinéma népalais, également poète et parolier, ainsi qu'homme d'affaires. 
Il est considéré comme l'un des principaux acteurs de l'histoire du cinéma népalais et un acteur aux identités multiples. Il est aussi lié à la famille royale du Népal.

## Carrière cinématographique
Neer Shah est le producteur ou coproducteur de nombreux films népalais. Il a également réalisé plusieurs films népalais produits par lui-même, notamment Basudev, Pachchis Basanta, Basanti et un film en nepālbhāsha, Rajamati,. Il est également coproducteur du film nommé aux Oscars Himalaya : L'Enfance d'un chef, coproduit et réalisé par le cinéaste français Éric Valli. Le film, également titré Caravan (au Canada) et Himalaya (au Danemark et en France), est le premier film du Népal à remporter une nomination aux Oscars.
Neer Shah a également joué des rôles antagonistes ainsi que d'autres personnages dans les films tels que Prem Pinda et Balidan. Il est également apparu dans quelques films de Bollywood en tant qu'artiste invité. Shah a également écrit de nombreuses chansons népalaises et nepālbhāsha. Il a également scénarisé quelques-uns de ses films.

## Filmographie

### En tant qu'acteur
| Année | Titre                         | Rôle               |
| ----- | ----------------------------- | ------------------ |
| 1985  | Kusume Rumal                  |                    |
| 1995  | Prem Pinda                    |                    |
| 1995  | Nata Ragat Ko                 |                    |
| 1997  | Balidaan                      |                    |
| 2000  | Dhuk Dhuki                    |                    |
| 2001  | Badal Paree                   | Arjun              |
| 2001  | Siudo Ko Sindoor              |                    |
| 2001  | Jeevan Sathi                  |                    |
| 2001  | Gaunthali                     |                    |
| 2001  | Badal Paree                   |                    |
| 2002  | Bakshis                       |                    |
| 2002  | Baacha Bandhan                |                    |
| 2003  | Muna Madan                    |                    |
| 2008  | Sano Sansar                   | Officier de police |
| 2008  | Kismat                        |                    |
| 2010  | The Flash Back: Farkera Herda | L'oncle de Sirish  |